# Aristaea machaerophora
Aristaea machaerophora là một loài bướm đêm thuộc họ Gracillariidae. Nó được tìm thấy ở Queensland.